# Cyathodium foetidissimum
Cyathodium foetidissimum är en bladmossart som beskrevs av Victor Félix Schiffner. Cyathodium foetidissimum ingår i släktet Cyathodium och familjen Cyathodiaceae. Inga underarter finns listade i Catalogue of Life.